# Musée provincial du Liaoning
Le musée provincial du Liaoning (chinois simplifié : 辽宁省博物馆 ; chinois traditionnel : 遼寧省博物館 ; pinyin : Liáoníng bówùguǎn) est l'un des plus grands musées d'art et d'histoire du Nord-Est de la Chine, localisé dans la ville de Shenyang, dans la province du Liaoning.

## Historique
Le 2 novembre 1948, la ville de Shenyang a été prise aux nationalistes par les troupes communistes. C'est moins d'un an plus tard que le gouvernement populaire du Nord-Est lance le projet de musée provincial qui ouvrira le 7 juillet 1949.
C'est en 1959 qu'il prendra sa dénomination définitive de musée provincial du Liaoning. Avec l'extension des collections, le musée est installé dans un nouveau bâtiment en juillet 2003 à l'est de la place Shifu (place du Gouvernement, chinois simplifié : 市府广场).

## Collections
Les collections permanentes présentent des vestiges archéologiques des cultures Hongshan et Xinle, des outils et armes en bronze des périodes Shang et Zhou, des tablettes gravées et monnaies anciennes. Le musée présente aussi de nombreuses porcelaines autres pièces des dynasties Ming et Qing ainsi que des objets issus de fouilles dans diverses tombes anciennes.

## Visite
Le musée est ouvert du mardi au dimanche de 09h00 à 17h00. Le musée est fermé lors des festivités du nouvel an chinois.